# Triprolidine
Triprolidine là thuốc kháng histamine không kê đơn có đặc tính kháng cholinergic. Nó được sử dụng để chống lại các triệu chứng liên quan đến dị ứng và đôi khi được kết hợp với các loại thuốc cảm lạnh khác được thiết kế để cung cấp cứu trợ chung cho các triệu chứng giống như cúm. Cũng như nhiều loại thuốc kháng histamine, tác dụng phụ phổ biến nhất là buồn ngủ.
Nó được cấp bằng sáng chế vào năm 1948 và được đưa vào sử dụng y tế vào năm 1953.